# Badminton-Europameisterschaft 2004
Die 19. Badminton-Europameisterschaften fanden im Centre sportif de la Queue d’Arve in Genf, Schweiz, zwischen dem 16. und 24. April 2004 statt. Sieger im Herreneinzel wurde der Däne Peter Gade, bei den Damen die Niederländerin Mia Audina. Als erfolgreichstes Land ging Dänemark aus dem Turnier hervor.

## Medaillengewinner
| Disziplin    | Gold                                 | Silber                         | Bronze                            |
| ------------ | ------------------------------------ | ------------------------------ | --------------------------------- |
| Herreneinzel | Peter Gade                           | Kenneth Jonassen               | Björn Joppien                     |
| Herreneinzel | Peter Gade                           | Kenneth Jonassen               | Anders Boesen                     |
| Dameneinzel  | Mia Audina                           | Pi Hongyan                     | Camilla Martin                    |
| Dameneinzel  | Mia Audina                           | Pi Hongyan                     | Yao Jie                           |
| Herrendoppel | Jens Eriksen Martin Lundgaard Hansen | Anthony Clark Nathan Robertson | Lars Paaske Jonas Rasmussen       |
| Herrendoppel | Jens Eriksen Martin Lundgaard Hansen | Anthony Clark Nathan Robertson | Michał Łogosz Robert Mateusiak    |
| Damendoppel  | Lotte Bruil Mia Audina               | Rikke Olsen Ann-Lou Jørgensen  | Mette Schjoldager Pernille Harder |
| Damendoppel  | Lotte Bruil Mia Audina               | Rikke Olsen Ann-Lou Jørgensen  | Juliane Schenk Nicole Grether     |
| Mixed        | Nathan Robertson Gail Emms           | Jonas Rasmussen Rikke Olsen    | Jens Eriksen Mette Schjoldager    |
| Mixed        | Nathan Robertson Gail Emms           | Jonas Rasmussen Rikke Olsen    | Fredrik Bergström Johanna Persson |
| Teams        | Dänemark                             | Niederlande                    | Deutschland                       |

## Resultate

### Herreneinzel
- Craig Goddard –  Christian Bösiger: 15-9 / 17-14
- Conrad Hückstädt –  Yulian Hristov: 15-5 / 15-11
- Evgenij Isakov –  Robert Ciobotaru: 15-13 / 15-5
- Dicky Palyama –  Dmitrty Slavcorodski: 15-5 / 15-11
- Alexandr Shchepalkin –  Jan Fröhlich: 3-15 / 17-16 / 15-12
- Per-Henrik Croona –  Marco Vasconcelos: 15-6 / 15-2
- Nabil Lasmari –  David Jaco: 15-6 / 15-2
- Niels Christian Kaldau –  Petr Koukal: 15-9 / 15-4
- Andrew South –  Miha Šepec jr.: 15-11 / 15-11
- Rafał Hawel –  Arturo Ruiz: 15-10 / 15-0
- Dmitry Miznikov –  Kęstutis Navickas: 9-15 / 15-7 / 15-7
- Björn Joppien –  Peter Zauner: 15-1 / 15-7
- Andrei Malioutin –  Scott Evans: 15-3 / 15-5
- Kasperi Salo –  Gerben Bruijstens: 15-11 / 15-8
- Adam Cwalina –  Pavlos Charalambidis: 15-7 / 15-10
- Simon Maunoury –  David R. Forbes: 11-15 / 15-5 / 15-7
- Sergio Llopis –  Martyn Lewis: 15-10 / 15-12
- Nicholas Kidd –  Nikolaj Nikolaenko: 15-9 / 17-14
- Przemysław Wacha –  Ilkka Nyqvist: 15-2 / 15-6
- Aleš Murn –  Shai Geffen: 14-15 / 15-8 / 17-14
- Antti Viitikko –  Olivier Andrey: 15-4 / 15-5
- Georgi Petrov –  Andrej Pohar: 15-17 / 15-12 / 15-13
- Anders Boesen –  Aamir Ghaffar: 17-14 / 15-9
- Eric Pang –  Marc Zwiebler: 15-12 / 15-3
- Martin Hagberg –  Jens Roch: 15-6 / 15-11
- Jim Ronny Andersen –  Erwin Kehlhoffner: 17-14 / 15-5
- Richard Vaughan –  Jürgen Koch: 15-5 / 15-1
- Toby Honey –  George Constantinescu: 15-1 / 15-3
- Vladislav Druzchenko –  Rasmus Wengberg: 8-15 / 15-2 / 15-0
- Stanislav Pukhov  –  George Rimarcdi: 11-15 / 15-10 / 15-4
- Peter Gade –  Jan Vondra: 15-3 / 15-9
- Kenneth Jonassen –  Irwansyah: w.o.
- Kenneth Jonassen –  Craig Goddard: 15-0 / 15-2
- Evgenij Isakov –  Conrad Hückstädt: 15-8 / 17-16
- Dicky Palyama –  Alexandr Shchepalkin: 17-14 / 15-6
- Per-Henrik Croona –  Nabil Lasmari: 15-6 / 15-9
- Niels Christian Kaldau –  Andrew South: 15-6 / 15-8
- Rafał Hawel –  Dmitry Miznikov: 15-11 / 15-13
- Björn Joppien –  Andrei Malioutin: 15-1 / 15-4
- Kasperi Salo –  Adam Cwalina: 15-2 / 15-2
- Sergio Llopis –  Simon Maunoury: 15-6 / 15-2
- Przemysław Wacha –  Nicholas Kidd: 15-4 / 15-8
- Antti Viitikko –  Aleš Murn: 15-3 / 15-2
- Anders Boesen –  Georgi Petrov: 15-6 / 15-4
- Martin Hagberg –  Eric Pang: 15-8 / 15-11
- Jim Ronny Andersen –  Richard Vaughan: 15-11 / 15-7
- Vladislav Druzchenko –  Toby Honey: 15-10 / 15-6
- Peter Gade –  Stanislav Pukhov : 15-6 / 15-3
- Kenneth Jonassen –  Evgenij Isakov: 15-7 / 15-4
- Dicky Palyama –  Per-Henrik Croona: 11-15 / 15-8 / 15-11
- Niels Christian Kaldau –  Rafał Hawel: 15-6 / 15-6
- Björn Joppien –  Kasperi Salo: 15-7 / 13-15 / 15-3
- Przemysław Wacha –  Sergio Llopis: 6-15 / 15-6 / 15-13
- Anders Boesen –  Antti Viitikko: 15-4 / 15-6
- Jim Ronny Andersen –  Martin Hagberg: 4-15 / 17-16 / 15-2
- Peter Gade –  Vladislav Druzchenko: 15-6 / 15-3

|  | Viertelfinale | Viertelfinale          | Viertelfinale | Viertelfinale | Viertelfinale |                  |    | Halbfinale       | Halbfinale | Halbfinale | Halbfinale | Halbfinale |  |  | Finale | Finale | Finale | Finale | Finale |
|  |               |                        |               |               |               |                  |    |                  |            |            |            |            |  |  |        |        |        |        |        |
|  |               | Kenneth Jonassen       | 4             | 15            | 15            |                  |    |                  |            |            |            |            |  |  |        |        |        |        |        |
|  |               | Dicky Palyama          | 15            | 12            | 8             |                  |    |                  |            |            |            |            |  |  |        |        |        |        |        |
|  |               | Dicky Palyama          | 15            | 12            | 8             | Kenneth Jonassen | 15 | 15               |            |            |            |            |  |  |        |        |        |        |        |
|  |               |                        |               |               |               | Kenneth Jonassen | 15 | 15               |            |            |            |            |  |  |        |        |        |        |        |
|  |               |                        | Björn Joppien | 4             | 8             |                  |    |                  |            |            |            |            |  |  |        |        |        |        |        |
|  |               | Niels Christian Kaldau | Björn Joppien | 4             | 8             | 12               | 7  |                  |            |            |            |            |  |  |        |        |        |        |        |
|  |               |                        |               |               |               | 12               | 7  |                  |            |            |            |            |  |  |        |        |        |        |        |
|  |               | Björn Joppien          | 15            | 15            |               |                  |    |                  |            |            |            |            |  |  |        |        |        |        |        |
|  |               |                        |               |               |               |                  |    | Kenneth Jonassen | 9          | 10         |            |            |  |  |        |        |        |        |        |
|  |               |                        | Peter Gade    | 15            | 15            |                  |    |                  |            |            |            |            |  |  |        |        |        |        |        |
|  |               | Przemysław Wacha       | 13            | 12            |               |                  |    |                  |            |            |            |            |  |  |        |        |        |        |        |
|  |               | Anders Boesen          | 15            | 15            |               |                  |    |                  |            |            |            |            |  |  |        |        |        |        |        |
|  |               | Anders Boesen          | 15            | 15            | Anders Boesen | 6                | 2  |                  |            |            |            |            |  |  |        |        |        |        |        |
|  |               |                        |               |               |               | 6                | 2  |                  |            |            |            |            |  |  |        |        |        |        |        |
|  |               |                        | Peter Gade    | 15            | 15            |                  |    |                  |            |            |            |            |  |  |        |        |        |        |        |
|  |               | Jim Ronny Andersen     | Peter Gade    | 15            | 15            | 4                | 2  |                  |            |            |            |            |  |  |        |        |        |        |        |
|  |               |                        |               |               |               | 4                | 2  |                  |            |            |            |            |  |  |        |        |        |        |        |
|  |               | Peter Gade             | 15            | 15            |               |                  |    |                  |            |            |            |            |  |  |        |        |        |        |        |

### Dameneinzel
- Mia Audina –  Olga Konon: 11-0 / 11-2
- Sara Persson –  Agnese Allegrini: 11-4 / 5-11 / 11-9
- Petya Nedelcheva –  Elina Väisänen: 11-0 / 11-4
- Bing Huang –  Nina Weckström: 11-6 / 11-2
- Tracey Hallam –  Ragna Ingólfsdóttir: 11-2 / 11-0
- Elena Nozdran –  Tatiana Vattier: 11-3 / 11-4
- Petra Overzier –  Perrine Lebuhanic: 11-8 / 11-0
- Maja Kersnik –  Florentina Constantinescu: 11-8 / 11-7
- Camilla Martin –  Dolores Marco: 11-1 / 11-3
- Larisa Griga –  Maria Koloskova: 11-3 / 11-1
- Karina de Wit –  Markéta Koudelková: 11-5 / 11-5
- Jeanine Cicognini –  Urska Silvester: 11-8 / 11-9
- Kelly Morgan –  Miriam Gruber: 11-0 / 11-2
- Sophia Hansson –  Jasmin Pang: 6-11 / 11-8 / 11-5
- Juliane Schenk –  Ewa Jarocka: 11-3 / 11-5
- Tatjana Bibik –  Ugnė Urbonaitė: 11-4 / 11-2
- Kati Tolmoff –  Alexandra Olariu: 11-0 / 11-3
- Julia Mann –  Amalie Dynnes Orsted: 11-0 / 5-11 / 11-6
- Neli Boteva –  Paulina Matusewicz: 11-2 / 11-2
- Marina Andrievskaia –  Kamila Augustyn: 11-2 / 11-2
- Elizabeth Cann –  Harriet Johnson: 11-4 / 11-5
- Tine Baun –  Nicole Grether: 11-2 / 6-11 / 8-4
- Maja Tvrdy –  Hana Procházková: 11-9 / 0-11 / 11-1
- Yao Jie –  Eva Brožová: 11-6 / 11-2
- Natalia Golovkina –  Nathalie Descamps: 11-5 / 6-11 / 11-8
- Ella Diehl –  Anu Nieminen: 4-11 / 11-6 / 11-4
- Susan Egelstaff –  Akvilė Stapušaitytė: 11-0 / 11-0
- Xu Huaiwen –  Diana Dimova: 11-5 / 11-4
- Lina Alfredsson –  Chrisa Georgali: 11-2 / 11-1
- Judith Meulendijks –  Sara Jónsdóttir: 11-2 / 11-2
- Jill Pittard –  Simone Prutsch: 11-7 / 11-5
- Pi Hongyan –  Santi Wibowo: 11-2 / 11-1
- Mia Audina –  Sara Persson: 11-3 / 11-1
- Petya Nedelcheva –  Bing Huang: 11-2 / 11-2
- Tracey Hallam –  Elena Nozdran: 11-5 / 11-4
- Petra Overzier –  Maja Kersnik: 11-1 / 11-5
- Camilla Martin –  Larisa Griga: 11-5 / 11-1
- Karina de Wit –  Jeanine Cicognini: 11-5 / 11-8
- Kelly Morgan –  Sophia Hansson: 11-1 / 11-0
- Juliane Schenk –  Tatjana Bibik: 11-1 / 11-8
- Kati Tolmoff –  Julia Mann: 5-11 / 11-1 / 3-2
- Marina Andrievskaia –  Neli Boteva: 11-1 / 11-3
- Tine Baun –  Elizabeth Cann: 11-7 / 11-4
- Yao Jie –  Maja Tvrdy: 11-2 / 11-1
- Ella Diehl –  Natalia Golovkina: 11-2 / 11-0
- Xu Huaiwen –  Susan Egelstaff: 11-0 / 0-11 / 11-4
- Judith Meulendijks –  Lina Alfredsson: 11-2 / 11-0
- Pi Hongyan –  Jill Pittard: 11-3 / 11-5
- Mia Audina –  Petya Nedelcheva: 11-3 / 4-11 / 11-3
- Tracey Hallam –  Petra Overzier: 11-1 / 2-11 / 11-9
- Camilla Martin –  Karina de Wit: 11-2 / 11-6
- Juliane Schenk –  Kelly Morgan: 11-1 / 11-3
- Marina Andrievskaia –  Kati Tolmoff: 11-1 / 11-6
- Yao Jie –  Tine Baun: 7-11 / 11-4 / 11-7
- Xu Huaiwen –  Ella Diehl: 0-11 / 11-3 / 11-2
- Pi Hongyan –  Judith Meulendijks: 3-11 / 11-3 / 11-4

|  | Viertelfinale | Viertelfinale       | Viertelfinale  | Viertelfinale | Viertelfinale |    |    | Halbfinale | Halbfinale | Halbfinale | Halbfinale | Halbfinale |  |  | Finale | Finale | Finale | Finale | Finale |
|  |               |                     |                |               |               |    |    |            |            |            |            |            |  |  |        |        |        |        |        |
|  |               | Mia Audina          | 11             | 13            |               |    |    |            |            |            |            |            |  |  |        |        |        |        |        |
|  |               | Tracey Hallam       | 4              | 11            |               |    |    |            |            |            |            |            |  |  |        |        |        |        |        |
|  |               | Tracey Hallam       | 4              | 11            | Mia Audina    | 11 | 10 | 11         |            |            |            |            |  |  |        |        |        |        |        |
|  |               |                     |                |               |               | 11 | 10 | 11         |            |            |            |            |  |  |        |        |        |        |        |
|  |               |                     | Camilla Martin | 4             | 13            | 8  |    |            |            |            |            |            |  |  |        |        |        |        |        |
|  |               | Camilla Martin      | Camilla Martin | 4             | 13            | 8  | 11 | 11         |            |            |            |            |  |  |        |        |        |        |        |
|  |               |                     |                |               |               |    | 11 | 11         |            |            |            |            |  |  |        |        |        |        |        |
|  |               | Juliane Schenk      | 5              | 1             |               |    |    |            |            |            |            |            |  |  |        |        |        |        |        |
|  |               |                     |                |               |               |    |    | Mia Audina | 11         | 11         |            |            |  |  |        |        |        |        |        |
|  |               |                     | Pi Hongyan     | 1             | 0             |    |    |            |            |            |            |            |  |  |        |        |        |        |        |
|  |               | Marina Andrievskaia | 6              | 9             |               |    |    |            |            |            |            |            |  |  |        |        |        |        |        |
|  |               | Yao Jie             | 11             | 11            |               |    |    |            |            |            |            |            |  |  |        |        |        |        |        |
|  |               | Yao Jie             | 11             | 11            | Yao Jie       | 4  | 6  |            |            |            |            |            |  |  |        |        |        |        |        |
|  |               |                     |                |               |               | 4  | 6  |            |            |            |            |            |  |  |        |        |        |        |        |
|  |               |                     | Pi Hongyan     | 11            | 11            |    |    |            |            |            |            |            |  |  |        |        |        |        |        |
|  |               | Xu Huaiwen          | Pi Hongyan     | 11            | 11            | 6  | 6  |            |            |            |            |            |  |  |        |        |        |        |        |
|  |               |                     |                |               |               | 6  | 6  |            |            |            |            |            |  |  |        |        |        |        |        |
|  |               | Pi Hongyan          | 11             | 11            |               |    |    |            |            |            |            |            |  |  |        |        |        |        |        |

### Herrendoppel
- Peter Zauner/  Roman Zirnwald –  Stanislav Kohoutek /  Jiří Skočdopole: 15-12 / 13-15 / 15-9
- Frédéric Mawet /  Wouter Claes –  Michael Andrey /  Christian Bösiger: 15-1 / 15-11
- Dmitry Miznikov /  Valeriy Strelcov –  Andrey Konakh /  Andrei Malioutin: 15-10 / 15-9
- Lars Paaske /  Jonas Rasmussen –  Adam Cwalina /  Rafał Hawel: 15-3 / 15-0
- Andrej Pohar /  Miha Šepec jr. –  Bruce Topping /  Mark Topping: 15-5 / 7-15 / 15-10
- José Antonio Crespo /  Sergio Llopis –  Jon Lindholm /  Roman Trepp: 15-7 / 15-6
- David Gilmour /  Craig Robertson –  Konstantin Dobrev /  Georgi Petrov: 15-1 / 12-15 / 15-9
- Anthony Clark /  Nathan Robertson –  Ingo Kindervater /  Björn Siegemund: 15-7 / 15-8
- Shai Geffen /  Yulian Hristov –  Robert Ciobotaru /  George Constantinescu: 15-8 / 11-15 / 15-13
- Stanislav Pukhov  /  Nikolai Sujew –  Imanuel Hirschfeld /  Jörgen Olsson: 15-12 / 15-6
- Jean-Michel Lefort /  Svetoslav Stoyanov –  Peter Zauner/  Roman Zirnwald: 15-3 / 15-3
- Frédéric Mawet /  Wouter Claes –  Filip Stádník /  Michal Svoboda: 15-4 / 15-7
- Manuel Dubrulle /  Mihail Popov –  Petri Hyyryläinen /  Ilkka Nyqvist: 15-7 / 15-2
- Simon Archer /  Robert Blair –  Aleš Murn /  Miha Horvat: 15-6 / 15-4
- Michał Łogosz /  Robert Mateusiak –  Matthew Hughes /  Martyn Lewis: 15-4 / 15-2
- Henrik Andersson /  Fredrik Bergström –  Dmitry Miznikov /  Valeriy Strelcov: 15-3 / 15-6
- Kristof Hopp /  Thomas Tesche –  Alexandr Nikolaenko /  Nikolaj Nikolaenko: 17-15 / 11-15 / 15-9
- Tijs Creemers /  Jürgen Wouters –  Andrew Bowman /  Graeme Smith: 15-5 / 15-12
- Jens Eriksen /  Martin Lundgaard Hansen –  Giorgos Patis /  Theodoros Velkos: 15-3 / 15-2
- Lars Paaske /  Jonas Rasmussen –  Andrej Pohar /  Miha Šepec jr.: 15-5 / 15-3
- José Antonio Crespo /  Sergio Llopis –  David Gilmour /  Craig Robertson: 3-15 / 15-7 / 15-10
- Anthony Clark /  Nathan Robertson –  Shai Geffen /  Yulian Hristov: 15-1 / 15-0
- Jean-Michel Lefort /  Svetoslav Stoyanov –  Stanislav Pukhov  /  Nikolai Sujew: 15-13 / 15-5
- Manuel Dubrulle /  Mihail Popov –  Frédéric Mawet /  Wouter Claes: 15-8 / 15-10
- Michał Łogosz /  Robert Mateusiak –  Simon Archer /  Robert Blair: 17-14 / 15-4
- Henrik Andersson /  Fredrik Bergström –  Kristof Hopp /  Thomas Tesche: 15-4 / 15-8
- Jens Eriksen /  Martin Lundgaard Hansen –  Tijs Creemers /  Jürgen Wouters: 15-5 / 15-4
- Lars Paaske /  Jonas Rasmussen –  José Antonio Crespo /  Sergio Llopis: 15-6 / 15-0
- Anthony Clark /  Nathan Robertson –  Jean-Michel Lefort /  Svetoslav Stoyanov: 15-7 / 15-3
- Michał Łogosz /  Robert Mateusiak –  Manuel Dubrulle /  Mihail Popov: 15-7 / 15-3
- Jens Eriksen /  Martin Lundgaard Hansen –  Henrik Andersson /  Fredrik Bergström: 15-13 / 15-6

|  | Halbfinale | Halbfinale                           | Halbfinale | Halbfinale | Halbfinale |  |  | Finale | Finale                               | Finale | Finale | Finale |
|  |            |                                      |            |            |            |  |  |        |                                      |        |        |        |
|  |            |                                      |            |            |            |  |  |        |                                      |        |        |        |
|  |            | Lars Paaske Jonas Rasmussen          | 15         | 5          | 11         |  |  |        |                                      |        |        |        |
|  |            | Anthony Clark Nathan Robertson       | 11         | 15         | 15         |  |  |        |                                      |        |        |        |
|  |            |                                      |            |            |            |  |  |        | Anthony Clark Nathan Robertson       | 3      | 9      |        |
|  |            |                                      |            |            |            |  |  |        | Jens Eriksen Martin Lundgaard Hansen | 15     | 15     |        |
|  |            | Robert Mateusiak Michał Łogosz       | 9          | 15         | 6          |  |  |        |                                      |        |        |        |
|  |            | Jens Eriksen Martin Lundgaard Hansen | 15         | 12         | 15         |  |  |        |                                      |        |        |        |
|  |            |                                      |            |            |            |  |  |        |                                      |        |        |        |

### Damendoppel
- Kirsteen McEwan /  Rita Yuan Gao –  Amélie Decelle /  Weny Rasidi: 15-0 / 15-0
- Ann-Lou Jørgensen /  Rikke Olsen –  Markéta Koudelková /  Kristína Gavnholt: 15-2 / 15-0
- Piret Hamer /  Helen Reino –  Akvilė Stapušaitytė /  Ugnė Urbonaitė: 15-13 / 15-5
- Neli Boteva /  Petya Nedelcheva –  Frida Andreasson /  Johanna Persson: 15-11 / 15-11
- Tatiana Vattier /  Victoria Wright –  Nina Weckström /  Anu Nieminen: 15-7 / 15-11
- Nicole Grether /  Juliane Schenk –  Ekaterina Ananina /  Irina Ruslyakova: 15-7 / 12-15 / 15-7
- Špela Silvester /  Urska Silvester –  Agata Doroszkiewicz /  Paulina Matusewicz: 15-5 / 15-13
- Gail Emms /  Donna Kellogg –  Alexandra Olariu /  Florentina Constantinescu: 15-0 / 15-1
- Felicity Gallup /  Joanne Muggeridge –  Jeanine Cicognini /  Corinne Jörg: 15-12 / 15-7
- Kirsteen McEwan /  Rita Yuan Gao –  Judith Baumeyer /  Fabienne Baumeyer: 15-4 / 15-2
- Ella Tripp /  Joanne Nicholas –  Elena Shimko /  Marina Yakusheva: 15-9 / 15-10
- Carina Mette /  Kathrin Piotrowski –  Agnieszka Czerwinska /  Sofie Robbrecht: 15-0 / 15-5
- Pernille Harder /  Mette Schjoldager –  Miriam Gruber /  Simone Prutsch: 15-1 / 15-3
- Lina Alfredsson /  Sophia Hansson –  Eva Brožová /  Hana Milisová: 15-10 / 15-5
- Kamila Augustyn /  Nadieżda Zięba –  Larisa Griga /  Elena Nozdran: 15-4 / 15-7
- Ragna Ingólfsdóttir /  Sara Jónsdóttir –  Diana Dimova /  Maya Dobreva: 4-15 / 15-7 / 15-7
- Mia Audina /  Lotte Jonathans –  Maja Kersnik /  Maja Tvrdy: 15-2 / 15-2
- Ann-Lou Jørgensen /  Rikke Olsen –  Piret Hamer /  Helen Reino: 15-1 / 15-3
- Neli Boteva /  Petya Nedelcheva –  Tatiana Vattier /  Victoria Wright: 15-2 / 15-1
- Nicole Grether /  Juliane Schenk –  Špela Silvester /  Urska Silvester: 15-2 / 15-1
- Gail Emms /  Donna Kellogg –  Felicity Gallup /  Joanne Muggeridge: 15-1 / 15-10
- Ella Tripp /  Joanne Nicholas –  Kirsteen McEwan /  Rita Yuan Gao: 15-10 / 15-6
- Pernille Harder /  Mette Schjoldager –  Carina Mette /  Kathrin Piotrowski: 17-14 / 15-8
- Kamila Augustyn /  Nadieżda Zięba –  Lina Alfredsson /  Sophia Hansson: 15-3 / 15-7
- Mia Audina /  Lotte Jonathans –  Ragna Ingólfsdóttir /  Sara Jónsdóttir: 15-5 / 15-5
- Ann-Lou Jørgensen /  Rikke Olsen –  Neli Boteva /  Petya Nedelcheva: 15-1 / 15-7
- Nicole Grether /  Juliane Schenk –  Gail Emms /  Donna Kellogg: 15-4 / 15-5
- Pernille Harder /  Mette Schjoldager –  Ella Tripp /  Joanne Nicholas: 5-15 / 15-10 / 15-5
- Mia Audina /  Lotte Jonathans –  Kamila Augustyn /  Nadieżda Zięba: 15-4 / 6-15 / 15-12

|  | Halbfinale | Halbfinale                        | Halbfinale | Halbfinale | Halbfinale |  |  | Finale | Finale                        | Finale | Finale | Finale |
|  |            |                                   |            |            |            |  |  |        |                               |        |        |        |
|  |            |                                   |            |            |            |  |  |        |                               |        |        |        |
|  |            | Ann-Lou Jørgensen Rikke Olsen     | 15         | 15         |            |  |  |        |                               |        |        |        |
|  |            | Nicole Grether Juliane Schenk     | 12         | 10         |            |  |  |        |                               |        |        |        |
|  |            |                                   |            |            |            |  |  |        | Ann-Lou Jørgensen Rikke Olsen | 0      | 1      |        |
|  |            |                                   |            |            |            |  |  |        | Mia Audina Lotte Bruil        | 15     | 15     |        |
|  |            | Pernille Harder Mette Schjoldager | 4          | 9          |            |  |  |        |                               |        |        |        |
|  |            | Mia Audina Lotte Bruil            | 15         | 15         |            |  |  |        |                               |        |        |        |
|  |            |                                   |            |            |            |  |  |        |                               |        |        |        |

### Mixed
- Evgeniy Dremin /  Irina Ruslyakova –  Konstantin Dobrev /  Maya Dobreva: 15-5 / 15-3
- Simon Archer /  Donna Kellogg –  Nikolai Sujew /  Marina Yakusheva: 15-7 / 15-10
- Dmitrty Slavcorodski /  Larisa Griga –  George Constantinescu /  Alexandra Olariu: 15-4 / 15-11
- Erwin Kehlhoffner /  Amélie Decelle –  Donal O’Halloran /  Bing Huang: 15-7 / 15-12
- Jörgen Olsson /  Frida Andreasson –  Wouter Claes /  Nathalie Descamps: 15-11 / 15-13
- Jan Vondra /  Markéta Koudelková –  Simon Enkerli /  Judith Baumeyer: 15-1 / 15-5
- Andrey Konakh /  Olga Konon –  Roman Zirnwald /  Simone Prutsch: 15-4 / 15-6
- Alexei Vassiliev /  Anna Efremova –  Kęstutis Navickas /  Ugnė Urbonaitė: 15-4 / 15-7
- Anthony Clark /  Kirsteen McEwan –  Andrej Pohar /  Urska Silvester: 15-2 / 15-2
- Matthew Hughes /  Joanne Muggeridge –  Robert Ciobotaru /  Florentina Constantinescu: 15-6 / 15-7
- Rafał Hawel /  Paulina Matusewicz –  Dmitry Miznikov /  Natalia Golovkina: 11-15 / 15-4 / 15-10
- José Antonio Crespo /  Dolores Marco –  Jiří Skočdopole /  Hana Procházková: 12-15 / 15-3 / 15-3
- Nathan Robertson /  Gail Emms –  Miha Šepec jr. /  Maja Tvrdy: 15-3 / 15-1
- Kristof Hopp /  Kathrin Piotrowski –  Evgeniy Dremin /  Irina Ruslyakova: 15-3 / 7-15 / 15-2
- Vladislav Druzchenko /  Elena Nozdran –  Michael Lamp /  Ann-Lou Jørgensen: 15-7 / 16-17 / 15-7
- Simon Archer /  Donna Kellogg –  Dmitrty Slavcorodski /  Larisa Griga: 15-8 / 15-11
- Jens Eriksen /  Mette Schjoldager –  Craig Robertson /  Rita Yuan Gao: 15-3 / 15-0
- Erwin Kehlhoffner /  Amélie Decelle –  Adam Cwalina /  Agata Doroszkiewicz: 15-9 / 15-11
- Lars Paaske /  Pernille Harder –  Peter Zauner/  Miriam Gruber: 15-0 / 15-2
- Jörgen Olsson /  Frida Andreasson –  Jan Vondra /  Markéta Koudelková: 15-4 / 15-6
- Andrey Konakh /  Olga Konon –  Alexei Vassiliev /  Anna Efremova: 15-3 / 15-6
- Fredrik Bergström /  Johanna Persson –  Stefan Arnet /  Corinne Jörg: 15-4 / 15-7
- Anthony Clark /  Kirsteen McEwan –  Matthew Hughes /  Joanne Muggeridge: 15-7 / 15-2
- Chris Bruil /  Lotte Jonathans –  Aleš Murn /  Špela Silvester: 15-1 / 15-1
- Björn Siegemund /  Nicol Pitro –  Rafał Hawel /  Paulina Matusewicz: 15-2 / 15-12
- Robert Blair /  Natalie Munt –  Yulian Hristov /  Diana Dimova: 15-9 / 15-10
- Svetoslav Stoyanov /  Victoria Wright –  José Antonio Crespo /  Dolores Marco: 15-13 / 11-15 / 15-5
- Jonas Rasmussen /  Rikke Olsen –  Petri Hyyryläinen /  Elina Väisänen: 15-3 / 15-3
- Nathan Robertson /  Gail Emms –  Kristof Hopp /  Kathrin Piotrowski: 15-4 / 15-6
- Simon Archer /  Donna Kellogg –  Vladislav Druzchenko /  Elena Nozdran: 15-9 / 15-9
- Jens Eriksen /  Mette Schjoldager –  Erwin Kehlhoffner /  Amélie Decelle: 15-1 / 15-2
- Lars Paaske /  Pernille Harder –  Jörgen Olsson /  Frida Andreasson: 15-6 / 17-16
- Fredrik Bergström /  Johanna Persson –  Andrey Konakh /  Olga Konon: 15-7 / 15-4
- Anthony Clark /  Kirsteen McEwan –  Chris Bruil /  Lotte Jonathans: 15-9 / 15-5
- Björn Siegemund /  Nicol Pitro –  Robert Blair /  Natalie Munt: 15-5 / 10-15 / 15-6
- Jonas Rasmussen /  Rikke Olsen –  Svetoslav Stoyanov /  Victoria Wright: 15-5 / 15-8
- Nathan Robertson /  Gail Emms –  Simon Archer /  Donna Kellogg: 17-14 / 15-8
- Jens Eriksen /  Mette Schjoldager –  Lars Paaske /  Pernille Harder: 15-10 / 15-11
- Fredrik Bergström /  Johanna Persson –  Anthony Clark /  Kirsteen McEwan: 15-11 / 15-4
- Jonas Rasmussen /  Rikke Olsen –  Björn Siegemund /  Nicol Pitro: 15-8 / 15-7

|  | Halbfinale | Halbfinale                        | Halbfinale | Halbfinale | Halbfinale |  |  | Finale | Finale                      | Finale | Finale | Finale |
|  |            |                                   |            |            |            |  |  |        |                             |        |        |        |
|  |            |                                   |            |            |            |  |  |        |                             |        |        |        |
|  |            | Nathan Robertson Gail Emms        | 17         | 17         |            |  |  |        |                             |        |        |        |
|  |            | Jens Eriksen Mette Schjoldager    | 16         | 14         |            |  |  |        |                             |        |        |        |
|  |            |                                   |            |            |            |  |  |        | Nathan Robertson Gail Emms  | 15     | 8      | 15     |
|  |            |                                   |            |            |            |  |  |        | Jonas Rasmussen Rikke Olsen | 3      | 15     | 5      |
|  |            | Fredrik Bergström Johanna Persson | 3          | 10         |            |  |  |        |                             |        |        |        |
|  |            | Jonas Rasmussen Rikke Olsen       | 15         | 15         |            |  |  |        |                             |        |        |        |
|  |            |                                   |            |            |            |  |  |        |                             |        |        |        |

## Mannschaften

### Endstand
- 1.  Dänemark
- 2.  Niederlande
- 3.  Deutschland
- 4.  England
- 5.  Polen
- 6.  Russland
- 7.  Schweden
- 8.  Frankreich
- 9.  Ukraine
- 10.  Schottland
- 11.  Wales
- 12.  Finnland
- 13.  Bulgarien
- 14.  Spanien
- 15.  Slowenien
- 16.  Tschechien

## Medaillenspiegel
| Pos | Land        | Gold | Silber | Bronze | Total |
| --- | ----------- | ---- | ------ | ------ | ----- |
| 1   | Dänemark    | 3    | 3      | 5      | 11    |
| 2   | Niederlande | 2    | 1      | 1      | 4     |
| 3   | England     | 1    | 1      | 0      | 2     |
| 4   | Frankreich  | 0    | 1      | 0      | 1     |
| 5   | Deutschland | 0    | 0      | 3      | 3     |
| 6   | Polen       | 0    | 0      | 1      | 1     |
| 6   | Schweden    | 0    | 0      | 1      | 1     |